# Cody Longo
Pour les articles homonymes, voir Longo.
Cody Longo est un acteur américain, né le 4 mars 1988 à Littleton, Colorado, et mort le 8 février 2023 à Austin, Texas.

## Biographie
Le jeune comédien a commencé sa carrière en 2006 au cinéma. Il incarne des personnages jeunes comme Andy Matthew dans le remake de fame film 2009, Evan Whitbourne dans Bring it on: fight to the finish, American Girls 5 : Que la meilleure gagne !, Eddie dans Hip hop kidz:it's a Beautiful thing, Dave dans Ball Don't Lie et Gavin coley dans Médium.
Il a grandi dans une famille d'artistes et de musiciens. Il a d'ailleurs commencé sa carrière d'acteur en faisant des scènes et a étudié le théâtre. Puis, Cody s'installe à Los Angeles pour devenir acteur tout en continuant à étudier le théâtre et la psychologie. 
Après plusieurs figurations dans de petits films, il obtient son premier rôle de personnage récurrent dans la série Championnes à tout prix en 2009. Il a joué également dans Brothers and Sisters.  Tout au long de l'année 2010, il établit un projet musical avec Johnny Pacar de Championnes à tout prix. 
Aujourd'hui Cody Longo se consacre plus à la musique même s'il ne perd pas de vu sa carrière d'acteur en participant à la série Les Experts : Manhattan.

## Vie privée
Il a eu une relation amoureuse avec Cassie Scerbo de Championnes à tout prix.[réf. nécessaire]

## Filmographie

### Cinéma
- 2009 : Ball Don't Lie : Dave
- 2009 : Hip Hop Kidz: It's a Beautiful Thing : Eddie
- 2009 : Fame : Andy Matthews
- 2009 : American Girls 5 : Que la meilleure gagne ! : Evan Whitbourne
- 2010 : Piranha 3D : Todd Dupree
- 2010 : High School : Chad
- 2012 : For the Love of Money : Isaac jeune
- 2012 : The Silence Thief : Mike Henderson
- 2013 : Not Today : Caden Welles

### Télévision
- 2008 : Médium (série télévisée) : Gavin Coley
- 2009 : Three Rivers (série télévisée) : Blair
- 2009-2010 : Championnes à tout prix (Make It or Break It) (série télévisée) : Nicky Russo
- 2010 : Brothers and Sisters (série télévisée) : Tommy Walker jeune
- 2011 : Lovelives (Téléfilm) : Aaron
- 2011 : Les Experts : Manhattan (CSI: Manhattan) (série télévisée) : Tyler Josephson
- 2011 : Des jours et des vies (Days of Our Lives) (série télévisée) : Nicholas Alamain
- 2012 : Hollywood Heights (série télévisée) : Eddie Duran